# Дип-Уотер-Бей
Дип-Уотер-Бэй (Deep Water Bay, 深水灣) — гонконгский район, входящий в состав округа Южный. Расположен на южном побережье острова Гонконг. Это преимущественно жилой район с очень дорогой недвижимостью.

## История
К северу от холма Шоусон-Хилл, в долине Вончукхан, располагалась окружённая стеной китайская деревня. Уже в 1845 году залив Дип-уотер-бэй значился на британских колониальных картах. В 1930-х годах британские военные оборудовали на холме Шоусон-Хилл бункер, центральный склад артиллерийских боеприпасов и сторожевой пост, с которого наблюдали за морской акваторией. Во время Второй мировой войны, чтобы избежать жертв от японских бомбардировок, местных жителей эвакуировали в безопасное место (сегодня в глубоких бункерах устроены винные погреба компании Crown Wine Cellars).

## География
На западе Дип-Уотер-Бэй граничит с районом Вончукхан, на северо-западе — с районом Абердин, на северо-востоке — с районом Тайтам, на юго-востоке — с районом Рипалс-Бэй, на юге омывается водами залива Дип-уотер-бэй (между соседними пляжами Дип-уотер-бэй-бич и Рипалс-бэй-бич проложен променад, предназначенный для пеших прогулок, бега и катания на велосипеде).
В центре района расположен холм Шоусон-Хилл, почти полностью покрытый растительностью (здесь обитают коршуны, змеи и ящерицы). Часть района Дип-Уотер-Бэй определена как охраняемая заповедная территория.

## Экономика
В районе расположены торговый центр Shouson Place, несколько супермаркетов, популярных ресторанов и загородных клубов, подстанция Hongkong Electric Company, станция очистки сточных вод и станция межконтинентальных подводных кабелей. Большой популярностью пользуется песчаный общественный пляж Дип-уотер-бэй-бич. Северную часть Шоусон-Хилл занимает район дорогих особняков (преимущественно вдоль Шоусон-Хилл-роуд). Здесь же находится жилой квартал Генерального консульства США.

## Транспорт
Главными транспортными артериями района Дип-Уотер-Бэй являются улицы Айленд-роуд, Дип-уотер-бэй-роуд и Шоусон-хилл-роуд. Через район пролегает сеть автобусных маршрутов (в том числе и микроавтобусов).

## Культура и образование
В районе расположена международная школа Саут-Айленд, основанная в 1977 году.

## Спорт
На территории района Дип-Уотер-Бэй базируется престижный Гонконгский гольф-клуб, построенный в 1899 году.
Шоусон-Хилл